# Leonardo Lelo
Leonardo Filipe Cruz Lelo (Olhão, 30 marzo 2000) è un calciatore portoghese, difensore del Braga.

## Carriera

### Club
Cresciuto nel settore giovanile dell'Olhanense, ha esordito in prima squadra il 12 agosto 2018, disputando l'incontro del Campeonato de Portugal perso 2-0 contro il Pinhalnovense. Dopo aver collezionato complessivamente 56 presenze in terza divisione, nel 2020 è stato acquistato dal Portimonense, che lo ha aggregato alla formazione Under-23. L'anno successivo si è trasferito al Casa Pia, in seconda divisione, contribuendo alla promozione della squadra in Primeira Liga. Ha debuttato nella massima serie portoghese il 7 agosto 2022, nella gara pareggiata 0-0 contro il Santa Clara.

### Nazionale
Ha giocato nelle nazionali giovanili portoghese Under-20 ed Under-21; con quest'ultima nazionale nel 2023 ha anche partecipato al campionato europeo di categoria.

## Statistiche

### Presenze e reti nei club
Statistiche aggiornate al 29 agosto 2022.
| Stagione         | Squadra          | Campionato       | Campionato | Campionato | Coppe nazionali | Coppe nazionali | Coppe nazionali | Coppe continentali | Coppe continentali | Coppe continentali | Altre coppe | Altre coppe | Altre coppe | Totale | Totale |
| Stagione         | Squadra          | Comp             | Pres       | Reti       | Comp            | Pres            | Reti            | Comp               | Pres               | Reti               | Comp        | Pres        | Reti        | Pres   | Reti   |
| ---------------- | ---------------- | ---------------- | ---------- | ---------- | --------------- | --------------- | --------------- | ------------------ | ------------------ | ------------------ | ----------- | ----------- | ----------- | ------ | ------ |
| 2018-2019        | Olhanense        | CdP              | 32         | 0          | CP              | 0               | 0               |                    | -                  | -                  |             | -           | -           | 32     | 0      |
| 2019-2020        | Olhanense        | CdP              | 24         | 0          | CP              | 2               | 0               |                    | -                  | -                  |             | -           | -           | 26     | 0      |
| Totale Olhanense | Totale Olhanense | Totale Olhanense | 56         | 0          |                 | 2               | 0               |                    | -                  | -                  |             | -           | -           | 58     | 0      |
| 2021-2022        | Casa Pia         | LdH              | 34         | 5          | CP+CdL          | 3+2             | 1+1             |                    | -                  | -                  |             | -           | -           | 39     | 7      |
| 2022-2023        | Casa Pia         | PL               | 4          | 0          | CP+CdL          | 0               | 0               |                    | -                  | -                  |             | -           | -           | 4      | 0      |
| Totale carriera  | Totale carriera  | Totale carriera  | 94         | 5          |                 | 7               | 2               |                    | -                  | -                  |             | -           | -           | 101    | 7      |